# XFree86
XFree86 är ett projekt som utvecklar en X-server som utgörs av mjukvara. Och följer X11R6 standarden. Den har en fri licens och är fritt tillgänglig. Projektet inleddes 1992 och var den dominerande implementationen på Linux fram till 2004, då en licensändring (vid sidan av andra konflikter) ledde till att andra versioner valdes av de flesta linuxdistributioner.